# Lepadella serrata
Lepadella serrata är en hjuldjursart som beskrevs av Yamamoto 1951. Lepadella serrata ingår i släktet Lepadella och familjen Lepadellidae. Inga underarter finns listade i Catalogue of Life.